# Judgment at Nuremberg
Judgment at Nuremberg is een Amerikaanse dramafilm uit 1961 onder regie van Stanley Kramer.

## Verhaal
De Amerikaanse rechter Dan Haywood zal in 1947 in Neurenberg een proces leiden tegen vier prominente juristen uit het Derde Rijk. Ze worden beschuldigd van misdaden tegen de menselijkheid voor hun rol in de Holocaust. Tijdens een eerder proces werden al verschillende politieke en militaire kopstukken van het regime veroordeeld.

## Rolverdeling
| Acteur             | Personage                   |
| ------------------ | --------------------------- |
| Spencer Tracy      | Hoofdrechter Dan Haywood    |
| Burt Lancaster     | Dr. Ernst Janning           |
| Richard Widmark    | Kolonel Tad Lawson          |
| Marlene Dietrich   | Mevrouw Bertholt            |
| Maximilian Schell  | Hans Rolfe                  |
| Judy Garland       | Irene Hoffmann              |
| Montgomery Clift   | Rudolph Petersen            |
| William Shatner    | Kapitein Harrison Byers     |
| Werner Klemperer   | Emil Hahn                   |
| Kenneth MacKenna   | Rechter Kenneth Norris      |
| Torben Meyer       | Werner Lampe                |
| Joseph Bernard     | Majoor Abe Radnitz          |
| Alan Baxter        | Brigadegeneraal Matt Merrin |
| Edward Binns       | Senator Burkette            |
| Virginia Christine | Mevrouw Halbestadt          |
| Otto Waldis        | Pohl                        |
| Karl Swenson       | Dr. Heinrich Geuter         |
| Martin Brandt      | Friedrich Hofstetter        |
| Ray Teal           | Rechter Curtiss Ives        |
| John Wengraf       | Dr. Karl Wieck              |
| Ben Wright         | Halbestadt                  |
| Howard Caine       | Hugo Wallner                |
| Olga Fabian        | Elsa Lindnow                |
| Paul Busch         | Schmidt                     |
| Bernard Kates      | Max Perkins                 |

## Prijzen en nominaties
| Jaar | Prijs  | Categorie                 | Genomineerde(n)              | Uitslag     |
| ---- | ------ | ------------------------- | ---------------------------- | ----------- |
| 1962 | Oscars | Beste bewerkte scenario   | Abby Mann                    | Gewonnen    |
| 1962 | Oscars | Beste mannelijke hoofdrol | Maximilian Schell            | Gewonnen    |
| 1962 | Oscars | Beste mannelijke hoofdrol | Spencer Tracy                | Genomineerd |
| 1962 | Oscars | Beste mannelijke bijrol   | Montgomery Clift             | Genomineerd |
| 1962 | Oscars | Beste vrouwelijke bijrol  | Judy Garland                 | Genomineerd |
| 1962 | Oscars | Beste film                | Stanley Kramer               | Genomineerd |
| 1962 | Oscars | Beste regie               | Stanley Kramer               | Genomineerd |
| 1962 | Oscars | Beste camerawerk          | Ernest Laszlo                | Genomineerd |
| 1962 | Oscars | Beste montage             | Frederic Knudtson            | Genomineerd |
| 1962 | Oscars | Beste kostuumontwerp      | Jean Louis                   | Genomineerd |
| 1962 | Oscars | Beste productieontwerp    | Rudolph Sternard George Milo | Genomineerd |